# Christelle Guignard
Christelle Guignard (Les Deux Alpes, 27 settembre 1962) è un'ex sciatrice alpina francese.

## Biografia
Specialista delle gare tecniche, Christelle Guignard ottenne il primo piazzamento in Coppa del Mondo il 14 dicembre 1983, giungendo 15ª nello slalom speciale disputato a Sestriere, e ai successivi XIV Giochi olimpici invernali di Sarajevo 1984, sua prima presenza olimpica, non completò lo slalom speciale. Il 9 dicembre 1984 conquistò la prima vittoria in Coppa del Mondo, sulle nevi di Davos nella medesima specialità, e l'11 gennaio 1985 ottenne il secondo e ultimo successo in Coppa del Mondo, nonché ultimo podio, nello slalom speciale di Bad Kleinkirchheim; nella stessa stagione partecipò ai Mondiali di Bormio 1985, sua prima presenza iridata, aggiudicandosi la medaglia d'argento nello slalom speciale alle spalle della connazionale Perrine Pelen. 
Ai Mondiali di Crans-Montana 1987 si classificò 13ª nello slalom speciale e ai XV Giochi olimpici invernali di Calgary 1988 giunse 10ª nello slalom gigante e non completò lo slalom speciale. Ai Mondiali di Vail 1989 si era classificata 3ª nello slalom gigante, ma la medaglia di bronzo le fu revocata a causa della sua positività alla coramina in un controllo antidoping; fu in seguito squalificata per un anno.
Ai Mondiali di Saalbach-Hinterglemm 1991 si classificò 11ª nella combinata e ai XVI Giochi olimpici invernali di Albertville 1992, sua ultima presenza olimpica, si piazzò 14ª nello slalom speciale e non completò lo slalom gigante. Prese per l'ultima volta il via in Coppa del Mondo il 13 dicembre 1992 a Vail in supergigante (59ª) e concluse l'attività agonistica il 10 febbraio 1993 con il 24º posto ottenuto nello slalom gigante dei Mondiali di Morioka.

## Palmarès

### Mondiali
- 1 medaglia:
  - 1 argento (slalom speciale a Bormio 1985)

### Coppa del Mondo
- Miglior piazzamento in classifica generale: 14ª nel 1985
- 3 podi (in slalom speciale):
  - 2 vittorie
  - 1 terzo posto

#### Coppa del Mondo - vittorie
| Data            | Località           | Paese    | Specialità |
| --------------- | ------------------ | -------- | ---------- |
| 9 dicembre 1984 | Davos              | Svizzera | SL         |
| 11 gennaio 1985 | Bad Kleinkirchheim | Austria  | SL         |

Legenda:

SL = slalom speciale

### Coppa Europa
- Miglior piazzamento in classifica generale: 11ª nel 1987

### Campionati francesi
- 2 medaglie (dati parziali)[2]:
  - 2 ori (slalom speciale nel 1984; slalom gigante nel 1992)